# Фабио Воло
Фабио Бонети, познат под псеудонимом Фабио Воло (рођен 23. јуна 1972. године) је италијански писац, глумац, радио и телевизијски водитељ, сценариста, бубњар, певач и филозоф.

## Каријера
Фабио Бонети је рођен у граду Калчинате, Италија, 23. јуна 1972. Након што је завршио средњу школу, радио је у очевој пекари (која је сада продавница сладоледа у Бреши) и бавио се другим повременим пословима (попут моделинга). Године 1996. постао је водећа личност италијанске радио станице Радио Капитал. Од 1998. године водио је три издања ТВ програма Хијене (италијански: Le Iene).
Године 2000. почео је да води сопствену радио емисију "Il volo del mattino" на радију Deejay и објавио је своју прву књигу под називом "Esco a fare due passi". Уследиле су „È una vita che ti aspetto“, „Un posto nel mondo“, „Il giorno in più“, „Il tempo che vorrei“, „Le prime luci del mattino“ и „La strada verso casa“.
Године 2002. дебитовао је као глумац у филму Алесандра Д'Алатрија „За сваки случај" (Casomai). Био је номинован за најбољег глумца на Давид ди Донатело за улогу у овом филму. Године 2006. и 2008. Фабио Воло је водио „Italo Spagnolo" и „Italo Americano" на МТВ-у. Године 2010. освојио је „Premio Letterario la Tore Isola d'Elba", награду за генијалност и изврсност. Године 2011. Воло је глумио у филму „Још један дан", заснованом на његовој истоименој књизи. Године 2012. вратио се на телевизију са емисијом „Volo in diretta" на Rai 3.
На међународном нивоу, Воло је давао глас лику По у италијанској верзији цртаног филма Кунг Фу Панда.

#### Филмови
- Casomai (2002)
- Opopomoz (2003)
- La febbre (2005)
- Uno su due (2006)
- Manuale d'amore 2 (2007)
- Kung Fu Panda (2008)
- Bianco e nero (2008)
- Kung Fu Panda: Secrets of the Furious Five (2009)
- Matrimoni e altri disastri (2010)
- Figli delle stelle (2010)
- Niente paura (2010)
- Il giorno in più (2011)
- Kung Fu Panda 2 (2011)
- Studio illegale (2013)
- Kung Fu Panda 3 (2016)
- Un paese quasi perfetto (2016)
- Alio - Un'avventura tra i ghiacci (2018)
- Onward (2020)
- Genitori vs influencer (2021)
- Per tutta la vita (2021)

#### Телевизија
| Година          | Назив                | Улога   |
| --------------- | -------------------- | ------- |
| 1998-2001, 2016 | Le iene              | водитељ |
| 1999-2000       | Candid Camera        | водитељ |
| 2001-2002       | Ca' Volo             | водитељ |
| 2003            | Smetto quando voglio | водитељ |
| 2006-2008       | Italo...             | водитељ |
| 2012-2013       | Volo in diretta      | водитељ |
| 2014-2018       | Che tempo che fa     | водитељ |
| 2016-           | Untraditional        | водитељ |

#### Књиге
- Esco a fare due passi (2001)
- È una vita che ti aspetto (2003)
- Un posto nel mondo (2006)
- Il giorno in più (2007)
- Il tempo che vorrei (2009)
- Le prime luci del mattino (2011)
- La strada verso casa (2013)
- È tutta vita (2015)
- Quando tutto inizia (2017)
- Una Gran Voglia di Vivere (2019)